# Grand Prix La Marseillaise 2021
La 42e édition du Grand Prix La Marseillaise a lieu le 31 janvier 2021. La course fait partie du calendrier UCI Europe Tour 2021 en catégorie 1.1. C'est également la première épreuve de la Coupe de France de cyclisme sur route 2021.

## Présentation

### Parcours
Le parcours commence et se termine à Marseille, via Saint-Zacharie, dans le Var, pour une distance de 171 kilomètres. Au départ de Hôtel du Département des Bouches-du-Rhône, le parcours amène les coureurs à Allauch, pour le départ réel, puis Belcodène, Peynier, et Trets, avant un passage dans le Var, pour rejoindre Saint-Zacharie et Plan-d'Aups-Sainte-Beaume. Après un passage au col de l'Espigoulier, le peloton passe à Gemenos, ainsi qu'au  Col de l'Ange, pour revenir vers Marseille par Roquefort-la-Bédoule. À partir de Cassis, le parcours emprunte la route des Crêtes et le Col de la Gineste dans les 30 derniers kilomètres. Le final est placé devant le Stade Vélodrome.

### Équipes
Classé en catégorie 1.1 de l'UCI Europe Tour, le Grand Prix d'ouverture La Marseillaise est par conséquent ouvert aux WorldTeams dans la limite de 50 % des équipes participantes, aux ProTeams, aux équipes continentales et aux équipes nationales.
Dix-sept équipes participent à ce Grand Prix La Marseillaise : sept WorldTeams, huit ProTeams et deux équipes continentales.
| WorldTeams (7)- AG2R Citroën Team - Cofidis - EF Education-Nippo - Groupama-FDJ - Intermarché-Wanty-Gobert Matériaux - Lotto Soudal - UAE Team Emirates ProTeams (8)- Delko - B&B Hotels p/b KTM - Bingoal-WB - Arkéa-Samsic - Total Direct Énergie - Sport Vlaanderen-Baloise - Equipo Kern Pharma - Caja Rural-Seguros RGA Équipes continentales (2)- Saint Michel-Auber 93 - Xelliss-Roubaix Lille Métropole |
| |

### Diffusion
L'épreuve est prévue à être diffusée pour la première fois en direct à la télévision sur France 3 Provence-Alpes-Côte d'Azur et Eurosport Monde, en raison du manque de public sur le parcours. La chaîne régionale France 3 a diffusé la course à l'antenne en différé mais avec les commentaires en direct.

## Déroulement de la course
Le tenant du titre Benoît Cosnefroy (AG2R Citroën Team) qui s'est blessé au genou à l'entraînement à la mi-janvier, est contraint de déclarer forfait. Le peloton est réduit à un groupe d'environ 30 coureurs à l'arrivée. Lors du sprint final, Aurélien Paret-Peintre (AG2R Citroën Team) crée la surprise en battant de justesse les sprinteurs Thomas Boudat et Bryan Coquard à la photo finishdans une arrivée exposée au mistral.

## Classements

### Classement final
| \| Classement général \| Classement général \| Classement général \| Classement général \| Classement général \| \| Coureur \| Coureur \| Pays \| Équipe \| Temps \| \| ------------------ \| ---------------------- \| ------------------ \| ---------------------------------- \| ------------------ \| \| 1er \| Aurélien Paret-Peintre \| France \| AG2R Citroën Team \| 4 h 24 min 29 s \| \| 2e \| Thomas Boudat \| France \| Arkéa-Samsic \| + 0 s \| \| 3e \| Bryan Coquard \| France \| B&B Hotels p/b KTM \| + 0 s \| \| 4e \| Francisco Galván \| Espagne \| Equipo Kern Pharma \| + 0 s \| \| 5e \| Arjen Livyns \| Belgique \| Bingoal-WB \| + 0 s \| \| 6e \| Tim Wellens \| Belgique \| Lotto-Soudal \| + 0 s \| \| 7e \| Matteo Trentin \| Italie \| UAE Team Emirates \| + 0 s \| \| 8e \| Lilian Calmejane \| France \| AG2R Citroën Team \| + 0 s \| \| 9e \| Julien El Fares \| France \| EF Education-Nippo \| + 0 s \| \| 10e \| Odd Christian Eiking \| Norvège \| Intermarché-Wanty-Gobert Matériaux \| + 0 s \| |                        |          |                                    |                 |
| |                        |          |                                    |                 |
| Source : ProCyclingStats |                        |          |                                    |                 |
| Classement général |                        |          |                                    |                 |
| Coureur | Coureur                | Pays     | Équipe                             | Temps           |
| 1er | Aurélien Paret-Peintre | France   | AG2R Citroën Team                  | 4 h 24 min 29 s |
| 2e | Thomas Boudat          | France   | Arkéa-Samsic                       | + 0 s           |
| 3e | Bryan Coquard          | France   | B&B Hotels p/b KTM                 | + 0 s           |
| 4e | Francisco Galván       | Espagne  | Equipo Kern Pharma                 | + 0 s           |
| 5e | Arjen Livyns           | Belgique | Bingoal-WB                         | + 0 s           |
| 6e | Tim Wellens            | Belgique | Lotto-Soudal                       | + 0 s           |
| 7e | Matteo Trentin         | Italie   | UAE Team Emirates                  | + 0 s           |
| 8e | Lilian Calmejane       | France   | AG2R Citroën Team                  | + 0 s           |
| 9e | Julien El Fares        | France   | EF Education-Nippo                 | + 0 s           |
| 10e | Odd Christian Eiking   | Norvège  | Intermarché-Wanty-Gobert Matériaux | + 0 s           |

### Classements UCI
La course attribue aux coureurs le même nombre des points pour l'UCI Europe Tour 2021 et le Classement mondial UCI.
| Position           | 1er | 2e | 3e | 4e | 5e | 6e | 7e | 8e | 9e | 10e | 11e | 12e | 13e à 15e | 16e à 25e |
| Classement général | 125 | 85 | 70 | 60 | 50 | 40 | 35 | 30 | 25 | 20  | 15  | 10  | 5         | 3         |

## Liste des participants
Liste des participants :
| AG2R Citroën Team ACT | AG2R Citroën Team ACT        | AG2R Citroën Team ACT |
| --------------------- | ---------------------------- | --------------------- |
| Num                   | Coureur                      | Pos                   |
| 1                     | Tony Gallopin (FRA)          | 13e                   |
| 2                     | Lilian Calmejane (FRA)       | 8e                    |
| 3                     | François Bidard (FRA)        | HD                    |
| 4                     | Ben Gastauer (LUX)           | 30e                   |
| 5                     | Aurélien Paret-Peintre (FRA) | 1er                   |
| 6                     | Nicolas Prodhomme (FRA)      | 61e                   |
| 7                     | Julien Duval (FRA)           | 92e                   |

| Groupama-FDJ GFC | Groupama-FDJ GFC        | Groupama-FDJ GFC |
| ---------------- | ----------------------- | ---------------- |
| Num              | Coureur                 | Pos              |
| 11               | Alexys Brunel (FRA)     | 68e              |
| 12               | William Bonnet (FRA)    | 103e             |
| 13               | Fabian Lienhard (SUI)   | 88e              |
| 14               | Jake Stewart (GBR)      | 102e             |
| 15               | Romain Seigle (FRA)     | 85e              |
| 16               | Benjamin Thomas (FRA)   | 14e              |
| 17               | Lars van den Berg (NED) | 89e              |

| Cofidis COF | Cofidis COF              | Cofidis COF |
| ----------- | ------------------------ | ----------- |
| Num         | Coureur                  | Pos         |
| 21          | Jesús Herrada (ESP)      | 16e         |
| 22          | Nicolas Edet (FRA)       | 78e         |
| 23          | Rubén Fernández (ESP)    | 22e         |
| 24          | Anthony Perez (FRA)      | 18e         |
| 25          | Rémy Rochas (FRA)        | 48e         |
| 26          | Christophe Laporte (FRA) | 34e         |
| 27          | Tom Bohli (SUI)          | 98e         |

| UAE Team Emirates UAD | UAE Team Emirates UAD       | UAE Team Emirates UAD |
| --------------------- | --------------------------- | --------------------- |
| Num                   | Coureur                     | Pos                   |
| 31                    | Matteo Trentin (ITA)        | 7e                    |
| 32                    | Vegard Stake Laengen (NOR)  | 64e                   |
| 33                    | Alessandro Covi (ITA)       | 27e                   |
| 34                    | Ryan Gibbons (RSA) (route)  | 17e                   |
| 35                    | Rui Oliveira (POR)          | 39e                   |
| 36                    | Aleksandr Riabushenko (BLR) | 80e                   |
| 37                    | Oliviero Troia (ITA)        | 106e                  |

| EF Education-Nippo EFN | EF Education-Nippo EFN    | EF Education-Nippo EFN |
| ---------------------- | ------------------------- | ---------------------- |
| Num                    | Coureur                   | Pos                    |
| 41                     | Julien El Fares (FRA)     | 9e                     |
| 42                     | Stefan Bissegger (SUI)    | 59e                    |
| 43                     | Simon Carr (GBR)          | 24e                    |
| 44                     | Sebastian Langeveld (NED) | 84e                    |
| 45                     | Jonas Rutsch (GER)        | NP                     |
| 46                     | Thomas Scully (NZL)       | 107e                   |
| 47                     | Julius van den Berg (NED) | 81e                    |

| Lotto-Soudal LTS | Lotto-Soudal LTS       | Lotto-Soudal LTS |
| ---------------- | ---------------------- | ---------------- |
| Num              | Coureur                | Pos              |
| 51               | Philippe Gilbert (BEL) | 49e              |
| 52               | Tim Wellens (BEL)      | 6e               |
| 53               | John Degenkolb (GER)   | 35e              |
| 54               | Andreas Kron (DEN)     | 29e              |
| 55               | Stefano Oldani (ITA)   | 43e              |
| 56               | Gerben Thijssen (BEL)  | 104e             |
| 57               | Brent Van Moer (BEL)   | 51e              |

| Intermarché-Wanty-Gobert Matériaux IWG | Intermarché-Wanty-Gobert Matériaux IWG | Intermarché-Wanty-Gobert Matériaux IWG |
| -------------------------------------- | -------------------------------------- | -------------------------------------- |
| Num                                    | Coureur                                | Pos                                    |
| 61                                     | Andrea Pasqualon (ITA)                 | 33e                                    |
| 62                                     | Tom Devriendt (BEL)                    | 90e                                    |
| 63                                     | Odd Christian Eiking (NOR)             | 10e                                    |
| 63                                     | Théo Delacroix (FRA)                   | 91e                                    |
| 64                                     | Jérémy Bellicaud (FRA)                 | 15e                                    |
| 66                                     | Rein Taaramäe (EST)                    | 21e                                    |
| 67                                     | Maurits Lammertink (NED)               | 56e                                    |

| Arkéa-Samsic ARK | Arkéa-Samsic ARK        | Arkéa-Samsic ARK |
| ---------------- | ----------------------- | ---------------- |
| Num              | Coureur                 | Pos              |
| 71               | Diego Rosa (ITA)        | 57e              |
| 72               | Amaury Capiot (BEL)     | 25e              |
| 73               | Thomas Boudat (FRA)     | 2e               |
| 74               | Łukasz Owsian (POL)     | 70e              |
| 75               | Kévin Ledanois (FRA)    | 42e              |
| 76               | Anthony Delaplace (FRA) | 23e              |
| 77               | Maxime Bouet (FRA)      | 11e              |

| Delko DKO | Delko DKO                 | Delko DKO |
| --------- | ------------------------- | --------- |
| Num       | Coureur                   | Pos       |
| 81        | Alessandro Fedeli (ITA)   | 87e       |
| 82        | Mauro Finetto (ITA)       | 46e       |
| 83        | Evaldas Šiškevičius (LTU) | 101e      |
| 84        | August Jensen (NOR)       | 47e       |
| 85        | Mathias Le Turnier (FRA)  | AB        |
| 86        | Julien Trarieux (FRA)     | 40e       |
| 87        | Lucas De Rossi (FRA)      | HD        |

| Total Direct Énergie TDE | Total Direct Énergie TDE   | Total Direct Énergie TDE |
| ------------------------ | -------------------------- | ------------------------ |
| Num                      | Coureur                    | Pos                      |
| 91                       | Edvald Boasson Hagen (NOR) | 19e                      |
| 92                       | Fabien Grellier (FRA)      | AB                       |
| 93                       | Pierre Latour (FRA)        | 63e                      |
| 94                       | Christopher Lawless (GBR)  | 108e                     |
| 95                       | Geoffrey Soupe (FRA)       | 93e                      |
| 96                       | Anthony Turgis (FRA)       | 12e                      |
| 97                       | Alexis Vuillermoz (FRA)    | 20e                      |

| B&B Hotels p/b KTM BBK | B&B Hotels p/b KTM BBK | B&B Hotels p/b KTM BBK |
| ---------------------- | ---------------------- | ---------------------- |
| Num                    | Coureur                | Pos                    |
| 101                    | Jonathan Hivert (FRA)  | 28e                    |
| 102                    | Cyril Barthe (FRA)     | 26e                    |
| 103                    | Franck Bonnamour (FRA) | 31e                    |
| 104                    | Bryan Coquard (FRA)    | 3e                     |
| 105                    | Thibault Ferasse (FRA) | 62e                    |
| 106                    | Eliot Lietaer (BEL)    | 97e                    |
| 107                    | Quentin Pacher (FRA)   | 32e                    |

| Sport Vlaanderen-Baloise SVB | Sport Vlaanderen-Baloise SVB | Sport Vlaanderen-Baloise SVB |
| ---------------------------- | ---------------------------- | ---------------------------- |
| Num                          | Coureur                      | Pos                          |
| 111                          | Kenneth Van Rooy (BEL)       | 38e                          |
| 112                          | Lindsay De Vylder (BEL)      | 53e                          |
| 113                          | Rune Herregodts (BEL)        | 52e                          |
| 114                          | Jens Reynders (BEL)          | 105e                         |
| 115                          | Fabio Van den Bossche (BEL)  | 37e                          |
| 116                          | Sasha Weemaes (BEL)          | HD                           |
| 117                          | Thimo Willems (BEL)          | 36e                          |

| Caja Rural-Seguros RGA CJR | Caja Rural-Seguros RGA CJR | Caja Rural-Seguros RGA CJR |
| -------------------------- | -------------------------- | -------------------------- |
| Num                        | Coureur                    | Pos                        |
| 121                        | David González López (ESP) | 72e                        |
| 122                        | Julen Amézqueta (ESP)      | AB                         |
| 123                        | Aritz Bagües (ESP)         | 58e                        |
| 124                        | Jon Barrenetxea (ESP)      | 69e                        |
| 125                        | Josu Etxeberria (ESP)      | 71e                        |
| 126                        | Sergio Román Martín (ESP)  | 73e                        |
| 127                        | Joel Nicolau (ESP)         | 44e                        |

| Equipo Kern Pharma EKP | Equipo Kern Pharma EKP   | Equipo Kern Pharma EKP |
| ---------------------- | ------------------------ | ---------------------- |
| Num                    | Coureur                  | Pos                    |
| 131                    | Martí Márquez (ESP)      | 77e                    |
| 132                    | Francisco Galván (ESP)   | 4e                     |
| 133                    | Jordi López (ESP)        | 41e                    |
| 134                    | Ibon Ruiz (ESP)          | 79e                    |
| 135                    | Danny van der Tuuk (NED) | 83e                    |
| 136                    | Vojtěch Řepa (CZE)       | 55e                    |
| 137                    | Raúl García Pierna (ESP) | 45e                    |

| Bingoal-WB BWB | Bingoal-WB BWB           | Bingoal-WB BWB |
| -------------- | ------------------------ | -------------- |
| Num            | Coureur                  | Pos            |
| 141            | Arjen Livyns (BEL)       | 5e             |
| 142            | Mathijs Paasschens (NED) | 65e            |
| 143            | Milan Menten (BEL)       | 50e            |
| 144            | Kenny Molly (BEL)        | 60e            |
| 145            | Laurens Huys (BEL)       | 96e            |
| 146            | Dimitri Peyskens (BEL)   | 99e            |
| 147            | Luc Wirtgen (LUX)        | 100e           |

| Xelliss-Roubaix Lille Métropole XRL | Xelliss-Roubaix Lille Métropole XRL | Xelliss-Roubaix Lille Métropole XRL |
| ----------------------------------- | ----------------------------------- | ----------------------------------- |
| Num                                 | Coureur                             | Pos                                 |
| 151                                 | Julien Antomarchi (FRA)             | 94e                                 |
| 152                                 | Ivan Centrone (LUX)                 | 74e                                 |
| 153                                 | Mathias De Witte (BEL)              | AB                                  |
| 154                                 | Dylan Kowalski (FRA)                | 95e                                 |
| 155                                 | Jordan Levasseur (FRA)              | 110e                                |
| 156                                 | Jérémy Leveau (FRA)                 | 75e                                 |
| 157                                 | Maxime Urruty (FRA)                 | 76e                                 |

| Saint Michel-Auber 93 AUB | Saint Michel-Auber 93 AUB | Saint Michel-Auber 93 AUB |
| ------------------------- | ------------------------- | ------------------------- |
| Num                       | Coureur                   | Pos                       |
| 161                       | Tony Hurel (FRA)          | HD                        |
| 162                       | Baptiste Bleier (FRA)     | 86e                       |
| 163                       | Adrien Guillonnet (FRA)   | 82e                       |
| 164                       | Louis Louvet (FRA)        | 67e                       |
| 165                       | Flavien Maurelet (FRA)    | 54e                       |
| 166                       | Yoann Paillot (FRA)       | 66e                       |
| 167                       | Morne van Niekerk (RSA)   | 109e                      |

| AG2R Citroën Team ACT | AG2R Citroën Team ACT        | AG2R Citroën Team ACT |
| --------------------- | ---------------------------- | --------------------- |
| Num                   | Coureur                      | Pos                   |
| 1                     | Tony Gallopin (FRA)          | 13e                   |
| 2                     | Lilian Calmejane (FRA)       | 8e                    |
| 3                     | François Bidard (FRA)        | HD                    |
| 4                     | Ben Gastauer (LUX)           | 30e                   |
| 5                     | Aurélien Paret-Peintre (FRA) | 1er                   |
| 6                     | Nicolas Prodhomme (FRA)      | 61e                   |
| 7                     | Julien Duval (FRA)           | 92e                   |

| Groupama-FDJ GFC | Groupama-FDJ GFC        | Groupama-FDJ GFC |
| ---------------- | ----------------------- | ---------------- |
| Num              | Coureur                 | Pos              |
| 11               | Alexys Brunel (FRA)     | 68e              |
| 12               | William Bonnet (FRA)    | 103e             |
| 13               | Fabian Lienhard (SUI)   | 88e              |
| 14               | Jake Stewart (GBR)      | 102e             |
| 15               | Romain Seigle (FRA)     | 85e              |
| 16               | Benjamin Thomas (FRA)   | 14e              |
| 17               | Lars van den Berg (NED) | 89e              |

| Cofidis COF | Cofidis COF              | Cofidis COF |
| ----------- | ------------------------ | ----------- |
| Num         | Coureur                  | Pos         |
| 21          | Jesús Herrada (ESP)      | 16e         |
| 22          | Nicolas Edet (FRA)       | 78e         |
| 23          | Rubén Fernández (ESP)    | 22e         |
| 24          | Anthony Perez (FRA)      | 18e         |
| 25          | Rémy Rochas (FRA)        | 48e         |
| 26          | Christophe Laporte (FRA) | 34e         |
| 27          | Tom Bohli (SUI)          | 98e         |

| UAE Team Emirates UAD | UAE Team Emirates UAD       | UAE Team Emirates UAD |
| --------------------- | --------------------------- | --------------------- |
| Num                   | Coureur                     | Pos                   |
| 31                    | Matteo Trentin (ITA)        | 7e                    |
| 32                    | Vegard Stake Laengen (NOR)  | 64e                   |
| 33                    | Alessandro Covi (ITA)       | 27e                   |
| 34                    | Ryan Gibbons (RSA) (route)  | 17e                   |
| 35                    | Rui Oliveira (POR)          | 39e                   |
| 36                    | Aleksandr Riabushenko (BLR) | 80e                   |
| 37                    | Oliviero Troia (ITA)        | 106e                  |

| EF Education-Nippo EFN | EF Education-Nippo EFN    | EF Education-Nippo EFN |
| ---------------------- | ------------------------- | ---------------------- |
| Num                    | Coureur                   | Pos                    |
| 41                     | Julien El Fares (FRA)     | 9e                     |
| 42                     | Stefan Bissegger (SUI)    | 59e                    |
| 43                     | Simon Carr (GBR)          | 24e                    |
| 44                     | Sebastian Langeveld (NED) | 84e                    |
| 45                     | Jonas Rutsch (GER)        | NP                     |
| 46                     | Thomas Scully (NZL)       | 107e                   |
| 47                     | Julius van den Berg (NED) | 81e                    |

| Lotto-Soudal LTS | Lotto-Soudal LTS       | Lotto-Soudal LTS |
| ---------------- | ---------------------- | ---------------- |
| Num              | Coureur                | Pos              |
| 51               | Philippe Gilbert (BEL) | 49e              |
| 52               | Tim Wellens (BEL)      | 6e               |
| 53               | John Degenkolb (GER)   | 35e              |
| 54               | Andreas Kron (DEN)     | 29e              |
| 55               | Stefano Oldani (ITA)   | 43e              |
| 56               | Gerben Thijssen (BEL)  | 104e             |
| 57               | Brent Van Moer (BEL)   | 51e              |

| Intermarché-Wanty-Gobert Matériaux IWG | Intermarché-Wanty-Gobert Matériaux IWG | Intermarché-Wanty-Gobert Matériaux IWG |
| -------------------------------------- | -------------------------------------- | -------------------------------------- |
| Num                                    | Coureur                                | Pos                                    |
| 61                                     | Andrea Pasqualon (ITA)                 | 33e                                    |
| 62                                     | Tom Devriendt (BEL)                    | 90e                                    |
| 63                                     | Odd Christian Eiking (NOR)             | 10e                                    |
| 63                                     | Théo Delacroix (FRA)                   | 91e                                    |
| 64                                     | Jérémy Bellicaud (FRA)                 | 15e                                    |
| 66                                     | Rein Taaramäe (EST)                    | 21e                                    |
| 67                                     | Maurits Lammertink (NED)               | 56e                                    |

| Arkéa-Samsic ARK | Arkéa-Samsic ARK        | Arkéa-Samsic ARK |
| ---------------- | ----------------------- | ---------------- |
| Num              | Coureur                 | Pos              |
| 71               | Diego Rosa (ITA)        | 57e              |
| 72               | Amaury Capiot (BEL)     | 25e              |
| 73               | Thomas Boudat (FRA)     | 2e               |
| 74               | Łukasz Owsian (POL)     | 70e              |
| 75               | Kévin Ledanois (FRA)    | 42e              |
| 76               | Anthony Delaplace (FRA) | 23e              |
| 77               | Maxime Bouet (FRA)      | 11e              |

| Delko DKO | Delko DKO                 | Delko DKO |
| --------- | ------------------------- | --------- |
| Num       | Coureur                   | Pos       |
| 81        | Alessandro Fedeli (ITA)   | 87e       |
| 82        | Mauro Finetto (ITA)       | 46e       |
| 83        | Evaldas Šiškevičius (LTU) | 101e      |
| 84        | August Jensen (NOR)       | 47e       |
| 85        | Mathias Le Turnier (FRA)  | AB        |
| 86        | Julien Trarieux (FRA)     | 40e       |
| 87        | Lucas De Rossi (FRA)      | HD        |

| Total Direct Énergie TDE | Total Direct Énergie TDE   | Total Direct Énergie TDE |
| ------------------------ | -------------------------- | ------------------------ |
| Num                      | Coureur                    | Pos                      |
| 91                       | Edvald Boasson Hagen (NOR) | 19e                      |
| 92                       | Fabien Grellier (FRA)      | AB                       |
| 93                       | Pierre Latour (FRA)        | 63e                      |
| 94                       | Christopher Lawless (GBR)  | 108e                     |
| 95                       | Geoffrey Soupe (FRA)       | 93e                      |
| 96                       | Anthony Turgis (FRA)       | 12e                      |
| 97                       | Alexis Vuillermoz (FRA)    | 20e                      |

| B&B Hotels p/b KTM BBK | B&B Hotels p/b KTM BBK | B&B Hotels p/b KTM BBK |
| ---------------------- | ---------------------- | ---------------------- |
| Num                    | Coureur                | Pos                    |
| 101                    | Jonathan Hivert (FRA)  | 28e                    |
| 102                    | Cyril Barthe (FRA)     | 26e                    |
| 103                    | Franck Bonnamour (FRA) | 31e                    |
| 104                    | Bryan Coquard (FRA)    | 3e                     |
| 105                    | Thibault Ferasse (FRA) | 62e                    |
| 106                    | Eliot Lietaer (BEL)    | 97e                    |
| 107                    | Quentin Pacher (FRA)   | 32e                    |

| Sport Vlaanderen-Baloise SVB | Sport Vlaanderen-Baloise SVB | Sport Vlaanderen-Baloise SVB |
| ---------------------------- | ---------------------------- | ---------------------------- |
| Num                          | Coureur                      | Pos                          |
| 111                          | Kenneth Van Rooy (BEL)       | 38e                          |
| 112                          | Lindsay De Vylder (BEL)      | 53e                          |
| 113                          | Rune Herregodts (BEL)        | 52e                          |
| 114                          | Jens Reynders (BEL)          | 105e                         |
| 115                          | Fabio Van den Bossche (BEL)  | 37e                          |
| 116                          | Sasha Weemaes (BEL)          | HD                           |
| 117                          | Thimo Willems (BEL)          | 36e                          |

| Caja Rural-Seguros RGA CJR | Caja Rural-Seguros RGA CJR | Caja Rural-Seguros RGA CJR |
| -------------------------- | -------------------------- | -------------------------- |
| Num                        | Coureur                    | Pos                        |
| 121                        | David González López (ESP) | 72e                        |
| 122                        | Julen Amézqueta (ESP)      | AB                         |
| 123                        | Aritz Bagües (ESP)         | 58e                        |
| 124                        | Jon Barrenetxea (ESP)      | 69e                        |
| 125                        | Josu Etxeberria (ESP)      | 71e                        |
| 126                        | Sergio Román Martín (ESP)  | 73e                        |
| 127                        | Joel Nicolau (ESP)         | 44e                        |

| Equipo Kern Pharma EKP | Equipo Kern Pharma EKP   | Equipo Kern Pharma EKP |
| ---------------------- | ------------------------ | ---------------------- |
| Num                    | Coureur                  | Pos                    |
| 131                    | Martí Márquez (ESP)      | 77e                    |
| 132                    | Francisco Galván (ESP)   | 4e                     |
| 133                    | Jordi López (ESP)        | 41e                    |
| 134                    | Ibon Ruiz (ESP)          | 79e                    |
| 135                    | Danny van der Tuuk (NED) | 83e                    |
| 136                    | Vojtěch Řepa (CZE)       | 55e                    |
| 137                    | Raúl García Pierna (ESP) | 45e                    |

| Bingoal-WB BWB | Bingoal-WB BWB           | Bingoal-WB BWB |
| -------------- | ------------------------ | -------------- |
| Num            | Coureur                  | Pos            |
| 141            | Arjen Livyns (BEL)       | 5e             |
| 142            | Mathijs Paasschens (NED) | 65e            |
| 143            | Milan Menten (BEL)       | 50e            |
| 144            | Kenny Molly (BEL)        | 60e            |
| 145            | Laurens Huys (BEL)       | 96e            |
| 146            | Dimitri Peyskens (BEL)   | 99e            |
| 147            | Luc Wirtgen (LUX)        | 100e           |

| Xelliss-Roubaix Lille Métropole XRL | Xelliss-Roubaix Lille Métropole XRL | Xelliss-Roubaix Lille Métropole XRL |
| ----------------------------------- | ----------------------------------- | ----------------------------------- |
| Num                                 | Coureur                             | Pos                                 |
| 151                                 | Julien Antomarchi (FRA)             | 94e                                 |
| 152                                 | Ivan Centrone (LUX)                 | 74e                                 |
| 153                                 | Mathias De Witte (BEL)              | AB                                  |
| 154                                 | Dylan Kowalski (FRA)                | 95e                                 |
| 155                                 | Jordan Levasseur (FRA)              | 110e                                |
| 156                                 | Jérémy Leveau (FRA)                 | 75e                                 |
| 157                                 | Maxime Urruty (FRA)                 | 76e                                 |

| Saint Michel-Auber 93 AUB | Saint Michel-Auber 93 AUB | Saint Michel-Auber 93 AUB |
| ------------------------- | ------------------------- | ------------------------- |
| Num                       | Coureur                   | Pos                       |
| 161                       | Tony Hurel (FRA)          | HD                        |
| 162                       | Baptiste Bleier (FRA)     | 86e                       |
| 163                       | Adrien Guillonnet (FRA)   | 82e                       |
| 164                       | Louis Louvet (FRA)        | 67e                       |
| 165                       | Flavien Maurelet (FRA)    | 54e                       |
| 166                       | Yoann Paillot (FRA)       | 66e                       |
| 167                       | Morne van Niekerk (RSA)   | 109e                      |